# Histamin-H3-Rezeptor
Der Histamin-H3-Rezeptor (kurz H3-Rezeptor) ist ein Protein aus der Familie der Histamin-Rezeptoren, das durch das körpereigene Gewebshormon Histamin aktiviert werden kann. Im menschlichen Körper ist der H3-Rezeptor insbesondere präsynaptisch auf Nervenzellen des Zentralnervensystems und des peripheren Nervensystems zu finden. Als Autorezeptoren sind sie an einer Drosselung der weiteren Histamin-Ausschüttung durch negative Rückkopplung beteiligt und regulieren als Heterorezeptoren die Freisetzung der Neurotransmitter Acetylcholin, Noradrenalin und Serotonin. Über diese Mechanismen sind H3-Rezeptoren an der zentralen Regulation des Hunger- und Durstgefühls, der Körpertemperatur und des Blutdrucks beteiligt.

## Biochemie

### Genetik
Der H3-Rezeptor des Menschen wurde erstmals im Jahr 1999 kloniert. Er wird durch ein Gen auf dem Chromosom 20 auf dem Genlocus 20q13.33 codiert. Die codierende DNA-Sequenz enthält drei Exons und zwei Introns.

### Proteinstruktur
Das H3-Rezeptorprotein des Menschen besteht aus 445 Aminosäuren. Alternative Splicevarianten unterschiedlicher Länge sind ebenso beschrieben und unterscheiden sich insbesondere in der Größe der dritten intrazellulären Schleife. Wie für viele andere Rezeptoren aus der Familie der G-Protein-gekoppelten Rezeptoren, wird für den H3-Rezeptor eine Struktur mit sieben helikalen Transmembrandomänen angenommen (heptahelikaler Rezeptor).

### Signaltransduktion
Auf molekularer Ebene führt eine Stimulation von H3-Rezeptoren zu einer Aktivierung von Gi/o-Proteinen und einer Hemmung der Adenylylcyclase. Zusätzlich regulieren H3-Rezeptoren die Aktivität von Calciumkanälen und somit die Freisetzung von Neurotransmittern aus Vesikeln.

## Funktion
Als Auto- und Heterorezeptor für Neurotransmitter wird der H3-Rezeptor mit der zentralen Regulation des Hunger- und Durstgefühls, des Tag-Nacht-Rhythmus, der Körpertemperatur und des Blutdrucks in Verbindung gebracht. Darüber hinaus soll dieser Rezeptor direkt oder indirekt bei der Pathophysiologie neurologischer Schmerzen, der Schizophrenie, der Parkinson-Krankheit und dem ADHS eine Rolle spielen.

## Pharmakologie
Agonisten und Antagonisten des Histamins am H3-Rezeptor werden derzeit auf ihr therapeutisches Potenzial bei der Behandlung von Schlafstörungen, Übergewicht, neurologischer Schmerzen, Schizophrenie und ADHS untersucht. (R)-α-Methylhistamin, Immepip und Imetit konnten als selektive H3-Rezeptoragonisten identifiziert werden. Wichtige Antagonisten sind A-349,821, ABT-239, Burimamid, Ciproxifan, Conessin, Clobenpropit, Impentamin und Thioperamid. Cipralisant und Proxifan zeigen eine funktionelle Selektivität und verhalten sich je nach untersuchten Signal als Agonisten oder Antagonisten.